# Андерсен, Анне
Анне Дсане Андерсен (дат. Anne Dsane Andersen; род. 10 ноября 1992, Раннерс, Орхус) — датская гребчиха, выступавшая за сборную Дании по академической гребле в период 2009—2016 годов. Бронзовая призёрка летних Олимпийских игр в Рио-де-Жанейро, победительница и призёрка многих регат национального значения.

## Биография
Анне Андерсен родилась 10 ноября 1992 года в городе Раннерс, Дания. Второе имя Дсане получила в честь своего деда, который имеет ганское происхождение.
Заниматься академической греблей начала в 2006 году, проходила подготовку в Копенгагене в столичном гребном клубе Roforeningen KVIK. Окончила Копенгагенский университет.
Впервые заявила о себе в гребле на международной арене в 2009 году, выступив в парных четвёрках на юниорском мировом первенстве во Франции.
Стартовала в парных одиночках на молодёжном чемпионате мира 2011 года в Амстердаме.
На олимпийской квалификационной регате 2012 года в Люцерне заняла в парных двойках пятое место.
В 2013 году в парных двойках выиграла серебряную медаль на молодёжном чемпионате мира в Линце. Попав в основной состав датской национальной сборной, дебютировала в Кубке мира, побывала на взрослом чемпионате Европы в Севилье, где стала четвёртой в зачёте парных четвёрок.
В 2014 году выступила на двух этапах Кубка мира, на европейском первенстве в Белграде и на мировом первенстве в Амстердаме.
В 2015 году в распашных безрульных двойках выиграла бронзовую медаль на этапе Кубка мира в Люцерне. Помимо этого, стартовала в той же дисциплине на чемпионате Европы в Познани и на чемпионате мира в Эгбелете, но здесь попасть в число призёров не смогла.
Благодаря череде удачных выступлений удостоилась права защищать честь страны на летних Олимпийских играх 2016 года в Рио-де-Жанейро. Вместе с напарницей Хедвиг Расмуссен финишировала в программе безрульных двоек третьей позади экипажей из Великобритании и Новой Зеландии — тем самым завоевала бронзовую олимпийскую медаль.
После Олимпиады Андерсен больше не показывала сколько-нибудь значимых результатов в академической гребле на международном уровне.